# Municipio de Pleasant Grove (condado de Johnston)
El municipio de Pleasant Grove (en inglés: Pleasant Grove Township) es un municipio ubicado en el  condado de Johnston en el estado estadounidense de Carolina del Norte. En el año 2010 tenía una población de 14.677 habitantes.

## Geografía
El municipio de Pleasant Grove se encuentra ubicado en las coordenadas 35°30′46.58″N 78°36′32.04″O / 35.5129389, -78.6089000.